# Umm an-Nasan
Umm an-Nasan (arab. ‏ام النعسان‎, Umm an-Nasān) – wyspa w Zatoce Bahrajnu, czwarta pod względem wielkości wyspa Bahrajnu, położona ok. 3 km na zachód od wyspy Al-Bahrajn.
Powierzchnia Umm an-Nasan wynosi 19 km². Wyspa jest prywatną własnością króla Hamada ibn Isa al-Chalifa.
Wyspa posiada połączenie drogowe z Arabią Saudyjską oraz wyspą Al-Bahrajn przebiegające Groblą Króla Fahda.